# Loco con ballesta
Loco con ballesta és un curtmetratge espanyol de 2013, dirigit pel director i guionista basc, Kepa Sojo.

## Sinopsi
Javier i el seu pare Pedro, decideixen que fa un bon dia per a anar a buscar bolets a la muntanya, per la qual cosa es posen a la feina, agafen les cistelles i es dirigeixen cap a un conegut paratge on Pedro sap que hi ha moltes d'elles per a recollir.
No obstant això, la recollida de bolets es convertirà en una cosa més emocionant, ja que les autoritats del lloc, estan emetent un comunicat a tots els mitjans per a informar que un boig amb una ballesta camina solt per la zona.

## Repartiment
- Gorka Aguinagalde, com Javier.
- Karra Elejalde, com Pedro.
- Itziar Atienza
- Ane Gabarain
- Alejandro Garrido
- Andrés Gertrúdix
- Lucía Hoyos, com Ertzaintza.
- Mikel Martín
- Iñigo Salinero

## Premis i esments
Després de l'estrena del curtmetratge i durant tot l'any 2013, Loco con ballesta va recollir un total de 17 premis i un esment especial.
| Guardó                                                                               | Esdeveniment                                                                  |
| ------------------------------------------------------------------------------------ | ----------------------------------------------------------------------------- |
| Premi del públic                                                                     | 6è Euskal Film Laburen Jaialdia "HUHEZINEMA 2013"                             |
| Premi del públic                                                                     | Festival de Cinema d'Arnedo                                                   |
| Premi al millor actor per a Karra Elejalde                                           | XVI Festival de Cinema Ciutat d'Astorga                                       |
| Premi del públic                                                                     | XVI Festival de Cinema Ciutat d'Astorga                                       |
| Premi de la SGAE i de l'Associació de Guionistes d'Euskal Herría al millor guió basc | Festival Internacional de Cinema Documental i Curtmetratge de Bilbao "ZINEBI" |
| Premi del públic                                                                     | Festival Internacional de Cinema Documental i Curtmetratge de Bilbao "ZINEBI" |
| Premi de la joventut al millor curtmetratge                                          | XVI Setmana de Cinema de Medina del Campo                                     |
| Premi al millor curtmetratge de comèdia                                              | 14 Festival Internacional de Curtmetratges de Torrelavega                     |
| Premi al millor curtmetratge de temàtica rural                                       | 7è Festival de Curtmetratges "Lo Cercacurts"                                  |
| Premi del públic                                                                     | 7è Festival de Curtmetratges "Lo Cercacurts"                                  |
| Segon premi del jurat                                                                | IV Festival de Curts Korterraza                                               |
| Premi del públic                                                                     | IV Festival de Curts Korterraza                                               |
| Premi "Antonio Gallardo" al millor curtmetratge d'humor                              | XII Certamen de Curtmetratges "El pecado" de Llerena                          |
| Tercer premi                                                                         | XVI Certamente Nacional de Curts Aula 18                                      |
| Premi del públic panorama                                                            | 25 Festival Internacional de Cinema d'Aguilar de Campóo                       |
| Primer premi                                                                         | XIV Temporada d'Estrenes de Curtmetratges "CORTOGENIA 2013"                   |
| Esment especial al millor film de la secció de paisatges                             | Cortocinema Pistoia                                                           |
| Premi al millor actor per a Karra Elejalde                                           | 2n Festival Nacional de Curtmetratges Ciutat d'Àvila "AVILACINE"              |